# Памятники Астрахани

В Астрахани числится 653 памятника истории и культуры, так же более 300 являются дополнительными, вновь выявленными или созданными.

## Список памятников и скульптурных композиций Астрахани

### Кировский район
| Фото | Год установки | Название                                                                 | Авторы                                                                                        | Краткое описание | Расположение                                                                                      | Охранный статус                                               |
| ---- | ------------- | ------------------------------------------------------------------------ | --------------------------------------------------------------------------------------------- | --- | ------------------------------------------------------------------------------------------------- | ------------------------------------------------------------- |
|      | 1922*         | Памятник морякам, погибшим в 1919 и 1921 году                            | архитектор А. В. Николаев                                                                     | Открыт 4 мая 1922 года. Памятник установлен на месте захоронения военных моряков, которые погибли при подавлении мятежа 1919 года и в борьбе с отрядами Вакулина в начале 1921 года. Монумент представляет собой композицию из морского маяка, со звездой в навершии, на архитектурном основании украшенном двумя небольших морскими орудиями (снятых с кораблей Волжско-Каспийской военной флотилии). На фасадах прикреплены мемориальные доски из светлого мрамора с надписями: «Здесь похоронены моряки Волжско-Каспийской военной флотилии, погибшее при защите города Астрахани в 1919—1921 гг..» и словами С. М. Кирова сказанные им на митинге 16 марта 1919 года при похоронах моряков: «Спите спокойно славные сыны пролетарской революции. Дело за которое вы честно сложили свои головы, несомненно, победит.». Эти надписи повторяются на южной и восточной стороне памятника. | Астрахань, Морской сад, улица Советская/Михаила Аладьина                                          | неизвестен                                                    |
|      | 1958*         | Памятник Александру Сергеевичу Пушкину                                   | скульптор З. И. Азгур                                                                         | Памятник установлен в центре сквера имени А. С. Пушкина и представляет собой бронзовый бюст на гранитном постаменте представляющим собой цилиндр с картушем. | Астрахань, Сквер имени А. С. Пушкина улица Коммунистическая/ул. Советская                         | неизвестен                                                    |
|      | 1958*         | Памятник Владимиру Ильичу Ленину                                         | скульптор З. И. Азгур, архитектор В. М. Ананьев                                               | Скульптура Ленина (бронза?) установлена на постамент из серо-розового карельского гранита. Венок и буквы на постаменте выполнены из бронзы. Высота статуи почти 6-метров. Общая высота памятника 12 метров. Памятник открыт накануне годовщины революции в 1958 году. | Астрахань, Площадь им. В. И. Ленина                                                               | неизвестен                                                    |
|      | 1965*         | Обелиск и Вечный огонь в память о погибших в Великой Отечественной войне |                                                                                               | 28 февраля 1943 года на центральной аллее, с западной стороны сада, состоялось захоронение останков 25 воинов Советской армии, погибших в боях в Калмыкии на подступах к Астрахани. 11 имён из захороненных до сих пор не установлены. Затем в этом месте был установлен прежний обелиск. А 9 мая 1965 года (день 20-летия Победы), у обелиска зажжён Вечный огонь (Героем Советского Союза гвардии подполковником запаса В. В. Кирилюком). Объект входит в состав комплекса Братский сад. | Астрахань, Братский сад вблизи улицы Тредиаковского                                               | неизвестен                                                    |
|      | 1918*, 1977*  | Памятник погибшим за установление Советской власти                       | скульптор Г. А. Потапов, архитектор А. И. Федорченко                                          | 15 февраля 1918 года в бывшем Губернаторском саду было похоронено 180 рабочих, погибших в ходе боёв за установление в городе Советской власти. В сентябре 1918 года на братской могиле был установлен монумент. В 1974 году памятник пришёл в аварийное состояние, и его было решено заменить. Новая скульптура была установлена к 60-летней годовщине Октябрьской революции — в ноябре 1977 года. | Братский сад со стороны улицы Кирова                                                              | Объект культурного наследия регионального (местного) значения |
|      | 1973*         | Памятник Илье Николаевичу Ульянову                                       | скульптор Н. А. Лавинский, архитектор М. Ф. Марковский                                        | Памятник отечественному педагогу и просветителю И. Н. Ульянову (1831—1886) на Октябрьской площади Астрахани, был открыт 15 июня 1973 года. И. Н. Ульянов является отцом В. И. Ленина. Родился И. Н. Ульянов в Астрахани, в семье мещанина, окончил Астраханскую гимназию с серебряной медалью. Памятник из серого гранита был произведён на Мытищинском заводе художественных скульптур. | Астрахань, Сквер Ульяновых на Октябрьской площади                                                 | неизвестен                                                    |
|      | 1994*         | Памятник «Святой (поклонный) Крест братьев Кирилла и Мефодия»            | скульптор В. М. Клыков                                                                        | Святой Крест братьев Кирилла и Мефодия, также именуемый поклонным, с изображением предстоящих равноапостольных братьев Кирилла и Мефодия, учителей славянских, был установлен в 1994 году. Учители славянские святые Кирилл и Мефодий во время их миссионерских поездок были в местах связанных с современной Астраханской областью. Крест установлен в месте, где до 1930 года стоял Крестовоздвиженский храм. | Астрахань, пересечение улиц Калинина и Наташи Качуевской                                          | неизвестен                                                    |
|      | 1995*         | Памятник жертвам политических репрессий                                  | скульптор Г. И. Потапов, архитекторы А. И. Федорченко и В. В. Христофоров                     | Памятник жертвам политических репрессий был открыт 28 апреля 1995 года. Первоначально он располагался в парке им. Октябрьской революции ныне не существующем. Памятник установлен на средства администраций Астраханской области и города Астрахани, а также председателя правления Облрыболовпотребсоюза В. И. Глазова. На действующее место — парк 17 пристани (близ офисного здания компании ООО «ЛУКОЙЛ — Нижневолжскнефть»), был перенесён после проведённой здесь реконструкции в рамках празднования 450-летия Астрахани при поддержке компании «Лукойл». Памятник представляет собой выполненную из бронзы скульптуру птицы со сломанным крылом, опутанную колючей проволокой. Постамент облицован чёрными гранитными плитами. На постаменте размещены следующие надписи: «Не говори с тоской: — их нет, но с благодарностью — были…», «Жертвам политических репрессий». | Астрахань, Парк Дружба у здания «ЛУКОЙЛ-Нижневолжскнефть» на Адмиралтейской улице                 | неизвестен                                                    |
|      | 2007*         | Памятник Петру Первому                                                   | скульптор А. Н. Ковальчук, архитектор А. Федорченко                                           | Закладной камень памятника был установлен в 2002 году по инициативе губернатора Астраханской области А. П. Гужвина в рамках мероприятий к 285-летию со дня основания Астраханской губернии. Торжественное открытие монумента состоялось в 2007 году, приуроченное к 450-летнему юбилею Астрахани, отмечавшемуся в 2008 году. Скульптура Петра Первого изготовлена из бронзы и установлена на постаменте из розового гранита подножие которого выполненного в виде четырёхлучевого указателя сторон света, на лучах указателя установлены четыре кованных якоря и буквенные символы морского компаса, соответствующие сторонам света. Общая высота памятника с постаментом 9 метров. Фигура Петра обращена лицом в сторону реки Волга (на запад). Памятник дополняет бронзовый свиток возложенный на подножие постамента. На свитке цитата из указа об образовании Астраханской губернии, подпись Петра и печать. Украшают площадь Петра декоративные фонари различных форм, 4 фонаря представляют собой декоративные связки пик с памятными картушами с информацией о походах Петра Первого. Некоторые фонари выполнены в виде корабельных мачт. | Астрахань, Площадь Петра Первого(проспект губернатора Анатолия Гужвина/Бабефа.                    | неизвестен                                                    |
|      | 2011*         | Памятник «Золотая рыбка»                                                 | скульптор М. Джамалетдинов                                                                    | Установлен в честь сказочного персонажа сказки А. С. Пушкина | Астрахань, Петровская набережная напротив дома по ул. Урицкого, 3                                 | неизвестен                                                    |
|      | 2012*         | Памятник «Дама с собачкой»                                               | коллектив 10 человек московской мастерской «Альтаир»                                          | Установлен в честь персонажа пьесы А. П. Чехова | Астрахань, Петровская набережная на пересечении улиц Максима Горького и Никольской                | неизвестен                                                    |
|      | 2012*         | Памятник «Чистильщик обуви»                                              | ООО «Литейное дело»                                                                           | Памятник является посвящением кинофильму Леонида Гайдая «Не может быть», который снимался в Астрахани. Многие помнят момент, когда персонаж Олега Даля, спеша на свидание, останавливался для того, чтобы почистить лакированные туфли у мальчика-чистильщика. Именно этому эпизоду фильма скульптура и обязана своим появлением на свет. | Астрахань, Петровская набережная рядом с кафе Волжанка Кремлевская улица, 3/ул. Лейтенанта Шмидта | неизвестен                                                    |
|      | 2017*         | Памятник погибшим пограничникам                                          | Авторы: А. И. Федорченко, М. Н. Юнусов; Скульптор: Е. Е. Дроботова                            | Установлен в честь пограничников всех поколений. | Астрахань, Петровская набережная напротив ул. Бабефа, 8                                           |                                                               |
|      | 2021*         | Бюст князю Александру Невскому                                           | Автор: М. Д. Сердюков                                                                         | Бюст Александра Невского появился недалеко от центрального ЗАГСа, на Стрелке. Здесь же вскоре начнут строительство храма в честь святого князя — за свои заслуги Александр Невский был канонизирован Русской православной церковью. В торжественном открытии памятника сегодня принимали участие глава региона Игорь Бабушкин и митрополит Астраханский и Камызякский Никон. | Астрахань, Петровская набережная пересечение улиц Красная Набережная (Астрахань) и Адмиралтейская |                                                               |
|      | 2018*         | Жанровая скульптура «Белуга»                                             |                                                                                               | Двухметровая скульптура краснокнижной белуги, была представлена на Всероссийский конкурс самых необычных скульптур России, который провёл сервис Туту.ру. За два с половиной месяца свои голоса за претендентов отдали более 320 тысяч человек. По результатам голосования астраханский памятник набрал 687 голосов и занял 9-е место в рейтинге «СкульпТУТУры». Конкурс завершился в январе 2021 года победой памятника тувинской письменности, но все 100 его участников, и статуя белуги в их числе, теперь включены в энциклопедию необычных скульптур России. | Астрахань, на пересечении улиц Свердлова и Фиолетова                                              |                                                               |
|      | 2015*         | Памятник астраханским казакам                                            | Автор памятника — ростовский скульптор Асланбек Усаев, отлил в бронзе казака Андрей Дементьев | Памятник представляет собой фигуру казака — георгиевского кавалера, за спиной у которого возвышается символический Георгиевский крест. Точно такой же памятник установлен в Новочеркасске, у стен Донского, имени Императора Александра III казачьего кадетского корпуса. | Ахматовская улица, напротив Музея Боевой Славы                                                    | неизвестен                                                    |
|      | 1977*         | Бюст Ф. Э. Дзержинского                                                  | скульптор Г. И. Потапов                                                                       | Монумент выполнен из кованой меди и установлен на небольшой пьедестал облицованный гранитными плитами. Согласно одном источнику автором памятника является советский, белорусский скульптор З. И. Азгур, а установлен он в 1947 году. По другим сведениям памятник был установлен после возведения здания в 1977 году, а автором его является московский скульптор Г. И. Потапов. | У входа в УФСБ РФ по Астраханской области на улице Свердлова, 64                                  | Объект культурного наследия регионального (местного) значения |
|      | 2013*         | Памятник «Семья» (в некоторых источниках «Семья нефтяника»)              | скульптор А. Ковальчук                                                                        | Скульптурная композиция является подарком городу от фонда «Наше будущее». | На улице Набережная Приволжского затона, возле Лебединого озера                                   | неизвестен                                                    |
|      | 2008*         | Памятник Курмангазы Сагырбайулы                                          | Едиге Рахманов, Токтарбек Рахиев                                                              | Курмангазы Сагырбаев (1823—1896) казахский народный музыкант, композитор, домбрист XIX века, творчество которого оказало большое влияние на развитие казахской музыкальной культуры. Памятник является подарком Правительства Республики Казахстан к 450-летнему юбилею Астрахани. Кроме самого памятника Казахстанской стороной также благоустроена территория вокруг памятника и отреставрировано три дореволюционных здания с восточной стороны (служащих для него фоном). | На ул. Советской/Калинина, напротив сквера «Армения»                                              | неизвестен                                                    |
|      | 1939*         | Памятник С. М. Кирову                                                    | Проект Н. В. Томского с небольшими изменениями                                                | Средства на создание и установку памятника были собраны по инициативе рабочих и служащих. Изготовление памятника по проекту скульптора Пинчука было заказано в 1938 году у ленинградского завода художественного литья «Монументскульптура». Так как скульптор не успевал создать памятник к пятой годовщине со дня гибели революционера, трест «Монументскульптура» предложил использовать готовую фигуру Кирова, автором которого был скульптор Николай Васильевич Томский. Постамент памятника выполнен из чёрного гранита, облицованного мрамором. Фигура Сергея Мироновича Кирова отлита из бронзы. | Сквер им. С. М. Кирова на пересечении улиц Советской/Кирова/Чернышевского                         | Объект культурного наследия регионального (местного) значения |
|      | 1922*         | Памятник А. Е. Трусову                                                   | скульптор П. Н. Котов                                                                         | Александр Евдокимович Трусов умер 13 апреля 1919 г., а 28 августа 1922 г. на его могиле был открыт памятник. На трапециевидном постаменте установлена бетонная фигура преклонившего колено рабочего В правой руке он держит знамя, а в левой руке горящий факел, являющийся символом просвещения. Постамент выполнен из кирпича, оштукатурен и окрашен. Общая высота постамента и скульптуры 4 метра. В нише постамента под аркой находится портрет А. И. Трусова. Под нишей прикреплена мемориальная доска. В двадцатые годы ниша была застеклена, а на портрете были металлические очки. | На улице Эспланадной около ЦУМа                                                                   | Объект культурного наследия регионального значения            |
|      | 2008*         | Армянский памятный знак Хачкар                                           |                                                                                               | Этот памятник был установлен к 450-летию Астрахани (в 2008 году) на месте, где до 30-х годов стоял храм Успения Пресвятой Богородицы. Дословно хачкар переводится с армянского как «крест-камень». Он представляет собой каменную стелу с резным изображением креста, выполненную из вулканического туфа. Расположен памятник в центре сквера, а вокруг него сооружена трёхарочная стена, каждая арка которой посвящена историческим датам. Первая арка посвящена 450-летию Астрахани, вторая — трёхсотлетию первой армянской каменной церкви в России, третья — 290-летию Армянской Епархии в России. | Сквер «Армения» пересечении улиц Калинина и Советской                                             | неизвестен                                                    |
|      | 1997*         | Столб «Нулевой километр»                                                 |                                                                                               | Считается, что этот столб в Астрахани был установлен по приказу Петра Первого, повелевшего вести отсчёт вёрст от Москвы до городов России по земле и по рекам. Установлен он был рядом с почтой (теперь Главпочтамт), которая была точкой отсчёта для путешественников. | Угол улиц Чернышевского и Кирова                                                                  | неизвестен                                                    |
|      | 2008*         | Скульптурная композиция «Конек-Горбунок»                                 | скульптор С. А. Щербаков                                                                      | Композиция изготовлена из бронзы и водружена на имитирующий каменную глыбу постамент. При ее создании автор вдохновлялся одним из эпизодов сказки. Он изобразил Иванушку, одетого в подпоясанный кафтан, сапоги и сбитую на бок шапку, в полный рост. Высота статуи волшебного персонажа составляет порядка двух метров. Один из популярнейших героев русских сказок крепко сжимает в поднятой руке перо Жар-птицы, способное исполнять желания, а возле хозяина радостно прыгает пышногривый Конек-Горбунок. Памятник Иванушке и Коньку-Горбунку стал очень популярен у маленьких посетителей астраханского ТЮЗа, ведь у них теперь есть возможность погладить волшебную гриву сказочного коня и дотронуться до пера Жар-птицы, которое способно исполнить любое желание. | ул. Мусы Джалиля перед Театром юного зрителя                                                      | неизвестен                                                    |
|      | 2015*         | Жанровая скульптура "Журавли "                                           |                                                                                               | 8 мая 2015 года в честь 70-летия Победы в Астрахани на улице Победы состоялось торжественное открытие памятника «Журавли». Стела установлена в память об астраханцах, павших в годы Великой Отечественной войны и локальных войн. Памятник представляет собой металлическую стелу, имитирующую журавлиный клин, поднимающийся в небо. На мраморное основание нанесена надпись «Не вернувшимся». Памятник стал олицетворением известной песни на стихи Расула Гамзатова. Вечная память героям! | сквер Победы пересечение улиц Победы и Рылеева                                                    |                                                               |
|      |               | Бюст Карла Маркса                                                        |                                                                                               | Карл Маркс вошел в историю как выдающийся немецкий философ, экономист, социолог, поэт, писатель, журналист и общественный деятель. Ему принадлежит авторство двух фундаментальных трудов — «Манифеста коммунистической партии» и «Капитала» | ул. Набережная Приволжского затона, перед Судостроительным заводом № 2                            |                                                               |

### Советский район
| Фото | Год установки | Название                                           | Авторы                                                       | Краткое описание | Расположение                                                                    | Охранный статус |
| ---- | ------------- | -------------------------------------------------- | ------------------------------------------------------------ | --- | ------------------------------------------------------------------------------- | --------------- |
|      | 2013*         | Памятник святому равноапостольному Князю Владимиру | скульпторы: А. Ковальчук, Н. Алиев; архитектор А. Федорченко | Идея установки памятника возникла на этом месте возникла в 1997 году и была поддержана губернатором Астраханской области А. П. Гужвиным. Но в связи с работами в самом храме Владимира была отложена. К идее памятника вернулись в 2010 году. Мэрия города объявила конкурс на лучший макет памятника, в конкурсе победил проект московского скульптора, народного художника России Андрея Ковальчука. Но на возведение памятника у города не было средств. В 2012 году председатель Астраханского регионального отделения Всероссийского Азербайджанского конгресса Адалят Гусейнов вышел с ходатайством на Президента Азербайджанской Республики Ильхама Алиева, поддержать и оказать финансовую помощь в установке памятника Князю Владимиру в Астрахани. Президент Азербайджана поддержал идею и из Фонда имени первого президента республики Гейдара Алиева были выделены средства на памятник. В работе по разработке и реализации проекта также приняли участие Азербайджанские специалисты. Автором архитектурной композиции выступил народный художник Азербайджана, почётный член Российской Академии художеств профессор Натик Алиев, авторами памятника — астраханский архитектор Александр Федорченко и московский скульптор, народный художник России Андрей Ковальчук. Скульптура Князя Владимира была изготовлена в Баку и автотранспортом доставлена в Астрахань, гранит для постамента привезён из Ирана. Кроме работ по памятнику, также была благоустроена прилегающая территория — сформирован небольшой сквер, прилегающий к собору Святого Князя Владимира с западной стороны. Памятник был открыт 1 октября 2013 года. На памятнике князь Владимир изображён в княжеских одеждах и шапке Мономаха. Правая рука князя поднята в благословляющем жесте, левая держит святое распятие. Высота памятника с постаментом составляет 10,5 метров… | Астрахань, пл. Св. Князя Владимира                                              | неизвестен      |
|      | 2000          | Памятник И. А. Варвацию.                           |                                                              | | Набережная Приволжского Затона                                                  | неизвестен      |
|      | 2008          | Памятник «Вобла-кормилица»                         | А. В. Шевченко                                               | Памятник называется «Вобла-кормилица», так как благодаря своей доступности и питательным свойствам, эта рыба спасла от голода множество людей во время Великой Отечественной войны. Скульптура была установлена к 450-летию города. Она изготовлена компанией «Артпроект» (г. Москва) на деньги астраханских меценатов. | Ул. Кирова 57/2 около магазина «Бекас»                                          | неизвестен      |
|      | 2010          | Памятник Гейдару Алиеву                            |                                                              | Памятник первому президенту Азербайджана. | сквер имени Гейдара Алиева на ул. Набережная Приволжского Затона                | неизвестен      |
|      | 2013          | Памятник Габдулле Тукаю                            | Владислав Авдеев                                             | в Астрахани в районе бывшей татарской слободы открыли бронзовый памятник татарскому поэту и публицисту — Габдулле Тукаю. | сквер имени Габдуллы Тукая на пересечении улиц Александрова и Адмирала Нахимова | неизвестен      |
|      |               | Бюст Николая Островского                           |                                                              | | улица Николая Островского, на пересечении с ул. Боевой                          |                 |
|      |               | Памятник пожарным и спасателям                     |                                                              | | Тамбовская ул., 3/11, у пожарной части № 1                                      |                 |
|      |               | Памятник В. И. Ленину                              |                                                              | | ул. Адмирала Нахимова                                                           |                 |
|      |               | Памятник бойцам спецназа и разведки                |                                                              | Памятник посвящён спецназу и разведке РФ. | Пересечение улиц Николая Островского и улицы Звёздная.                          |                 |

### Ленинский район
| Фото | Год установки | Название                                         | Авторы                 | Краткое описание | Расположение                                                       | Охранный статус |
| ---- | ------------- | ------------------------------------------------ | ---------------------- | --- | ------------------------------------------------------------------ | --------------- |
|      |               | Памятник туркменскому поэту Махтумкули Фраги     |                        | | На ул. Татищева в сквере «Студенческий» неподалёку от здания АГУ   | неизвестен      |
|      | 2016*         | Памятник философу Омару Хайяму                   | скульптор С. Воробьев  | Памятник является даром городу от соседа по Каспию — Исламской Республики Иран, точнее ее провинции Гилян, с которой у Астраханской области установлены тесные экономические и культурные связи. Хоть сам Хайям на нашей земле и не бывал, но его талант, особенно в сфере поэзии, почитаем многими астраханцами. Примечательно, что памятник Омару Хайяму в Астрахани был установлен в один из главных мусульманских праздников Ураза-байрам, который в 2016 году пришелся на 05 июля. Однако еще месяц он был скрыт от посторонних глаз и только 04 августа 2016 года состоялась торжественная церемония его открытия, которую возглавляли губернатор Астраханской области Александр Александрович Жилкин и генерал-губернатор иранской провинции Гилян Мохаммад Али Наджафи. Памятник весом в 1,5 тонны и высотой 4,3 м был изготовлен в России, в г. Екатеринбурге по заказу и на средства палаты промышленности, торговли, рудников и сельского хозяйства иранской провинции Гилян. Автор памятника — челябинский скульптор Воробьев Сергей Николаевич. | На ул. Татищева в сквере «Студенческий» неподалёку от здания АГУ   | неизвестен      |
|      | 2017*         | Бюст Мусе Джалилю                                | скульптор А. Аполлонов | | На улице Татищева в сквере «Студенческий» неподалёку от здания АГУ | неизвестен      |
|      |               | Памятник В. И. Ленину на ул. Космонавта Комарова |                        | | Улица Космонавта Комарова                                          | неизвестен      |
|      |               | Памятник В. И. Ленину на железнодорожном вокзале |                        | | Вокзальная площадь, 20.                                            |                 |
|      |               |                                                  |                        | |                                                                    |                 |

### Трусовский район
| Фото | Год установки | Название                                              | Авторы | Краткое описание | Расположение                                   | Охранный статус |
| ---- | ------------- | ----------------------------------------------------- | ------ | ---------------- | ---------------------------------------------- | --------------- |
|      |               | Памятник В. И. Ленину                                 |        |                  | Парк им. В. И. Ленина в Трусовском районе      |                 |
|      |               | Памятник Святым Петру и Февронии Муромским            |        |                  | Печенегская улица                              |                 |
|      |               | Памятник «Дзержинский с ребёнком»                     |        |                  | Сквер им. Дзержинского (ул. Дзержинского)      |                 |
|      |               | Памятник В. И. Ленину                                 |        |                  | Парк им. 10-летия Октября                      |                 |
|      |               | Памятник В. И. Ленину                                 |        |                  | Завод им. Ленина                               |                 |
|      |               | Стела завода им. Ленина                               |        |                  | Площадь Заводская около стр. 5А                |                 |
|      |               | Памятник С. М. Кирову                                 |        |                  | Сквер на ул. Капитана Краснова, напротив д. 23 |                 |
|      |               | Памятник «Диктатура пролетариата — путь к коммунизму» |        |                  | ул. Комсомольская                              |                 |
|      |               | Бюст В. И. Ленину в парке им. 3-го Интернационала     |        |                  | Астрахань, парк им. 3-го Интернационала        |                 |
|      |               |                                                       |        |                  |                                                |                 |

Примечание: * Дата открытия